# 빛가람창조경제혁신센터
빛가람창조경제혁신센터는 '17년 2월 8일에 개소한 공기업 최초의 자율형 센터로서 광주전남지역과 KEPCO의 협업을 통해 에너지신산업분야의 예비창업자, 벤처중소기업의 성장 및 진출을 도와주는 에너지혁신 거점이다. 나주혁신도시 그린로 370 에너지밸리기업개발원 2층에 있다.

## 관련 규정
- 창조경제 민관협의회 등의 설치 및 운영에 관한 규정[1]

## 연혁
- 2017년 2월 8일 빛가람창조경제혁신센터 개소
- 2017년 3월 28일 제 1차 K-에너지 스타트업 협약식
- 2017년 6월 27일 제 2차 K-에너지 스타트업 협약식
- 2018년 5월 28일 제 3차 K-에너지 스타트업 협약식
- 2019년 4월 1일 빛가람창조경제혁신센터 사옥 이전

## 주요 업무
- 에너지신산업중심의 창업기업육성, 고용창출 지원, 지역혁신 및 특화사업 활성화를 통해 입주기업의 희망이 대한민국을 넘어 세계로 뻗어 나갈 수 있도록 지원합니다. 에너지 스타트업 프로그램과 창업·취업을 원하시는 분들을 위한 서비스, 센터의 주요시설 제공을 통하여 성공적인 창업을 지원합니다.

## 조직

### 빛가람창조경제혁신센터장
- 사무국장

## 같이 보기
- 민관합동창조경제추진단
- 서울창조경제혁신센터
- 인천창조경제혁신센터
- 경기창조경제혁신센터
- 강원창조경제혁신센터
- 충북창조경제혁신센터
- 세종창조경제혁신센터
- 대전창조경제혁신센터
- 충남창조경제혁신센터
- 전북창조경제혁신센터
- 광주창조경제혁신센터
- 빛가람창조경제혁신센터
- 전남창조경제혁신센터
- 대구창조경제혁신센터
- 경북창조경제혁신센터
- 부산창조경제혁신센터
- 울산창조경제혁신센터
- 경남창조경제혁신센터